# Халал
Халал (араб. هللة‎) — разменная денежная единица Саудовской Аравии, равная 1/100 рияла.
Выпускается с 1963 года, введена вместо использовавшегося ранее керша, равного 1⁄20 рияла (до 1960 года — 1⁄22 рияла).
В обращении находятся монеты достоинством в 1, 5, 10, 25, 50, 100 халалов.